# Réallon
Réallon ist eine französische Gemeinde im Département Hautes-Alpes in der Region Provence-Alpes-Côte d’Azur. Sie gehört zum Kanton Chorges im Arrondissement Gap.

## Geografie
Die Hauptsiedlung befindet sich auf 1400 m und liegt am namensgleichen Fluss Réallon. Zur Gemeinde gehören auch die Weiler Les Rousses, Les Méans, Les Gleizes, Le Villar und Les Gourniers. Die angrenzenden Gemeinden sind Orcières im Norden, Châteauroux-les-Alpes im Nordosten, Embrun im Osten, Puy-Saint-Eusèbe im Südosten, Savines-le-Lac, Saint-Apollinaire und Prunières im Süden, Chorges im Südwesten sowie Ancelle im Westen.

## Bevölkerungsentwicklung
| Jahr                       | 1962 | 1968 | 1975 | 1982 | 1990 | 1999 | 2006 | 2016 |
| Einwohner                  | 307  | 288  | 237  | 179  | 185  | 194  | 223  | 258  |
| Quellen: Cassini und INSEE |      |      |      |      |      |      |      |      |

## Sehenswürdigkeiten
- Kirche Saint-Pélade, Monument historique